# Rhytidodera simulans
Rhytidodera simulans là một loài bọ cánh cứng trong họ Cerambycidae.